# 北海道立総合研究機構農業研究本部十勝農業試験場
地方独立行政法人北海道立総合研究機構農業研究本部十勝農業試験場（ちほうどくりつぎょうせいほうじんほっかいどうりつそうごうけんきゅうきこうのうぎょうけんきゅうほんぶとかちのうぎょうしけんじょう）は、北海道内の農業に関する試験研究等を行うために設置された、地方独立行政法人北海道立総合研究機構の試験研究機関である。

## 概要
地方独立行政法人北海道立総合研究機構が設置する農業試験研究機関であり、畑作の試験研究に重点をおき、十勝総合振興局管内の地域対応研究を担当する。

## 沿革
- 1895年 - 十勝農事試作場が河西郡下帯広村（現・帯広市）に設置される。
- 1901年 - 北海道庁地方農事試験場十勝分場に改称される。
- 1908年 - 北海道庁立十勝農事試験場に改称される。
- 1910年 - 国費へ移管され、北海道農事試験場十勝支場となる。
- 1942年 - 北海道農業試験場十勝支場に改称される。
- 1950年 - 北海道へ移管され、北海道立農業試験場十勝支場となる。
- 1961年 - 河西郡芽室町へ移転する。
- 1964年 - 本支場制を改め、北海道立十勝農業試験場となる。
- 2010年 - 地方独立行政法人北海道立総合研究機構の設立により北海道から移管され、名称を「地方独立行政法人北海道立総合研究機構農業研究本部十勝農業試験場」と改める。

## 育成品種
水稲
かちほなみ（粳種）
小麦
カチミノリ（秋播種）
大豆
トヨムスメ、トヨハルカ（以上大粒）、大谷地2号、十勝長葉、十勝裸、トヨスズ、キタコマチ、キタホマレ、ユキホマレ（以上中粒）、トカチクロ（黒豆）、大袖の舞（青豆）
小豆
早生大粒1号、暁大納言、アカネダイナゴン、とよみ大納言（以上大粒）、エリモショウズ、きたのおとめ、しゅまり、きたろまん（以上中粒）、ホッカイシロショウズ、きたほたる（以上白小豆）
菜豆
福勝（金時類）、福白金時（白金時類）、姫手亡、雪手亡（以上手亡類）、福粒中長、福うずら（以上鶉豆類）